# 柯里塔克縣 (北卡羅萊納州)
柯里塔克县（英語：Currituck County）是美国北卡罗来纳州東北部的一個縣，北鄰弗吉尼亚州，東臨大西洋，面積1,361平方公里。根据2020年美國人口普查，共有人口28,100人。縣治柯里塔克 (北卡羅萊納州)（Currituck）。該縣成立於1670年，縣名紀念柯里塔克印第安原住民（阿尔冈昆人一支），族名的意思是「野鵝」。